# Clubiona sjostedti
Clubiona sjostedti är en spindelart som beskrevs av Roger de Lessert 1921. Clubiona sjostedti ingår i släktet Clubiona och familjen säckspindlar. Utöver nominatformen finns också underarten C. s. spinigera.